# Bahnhof München Ost
Bahnhof München Ost er en togstation i München i Tyskland. Stationen åbnede i 1871 som Bahnhof Haidhausen.
Stationen har 17 spor. Spor 1 til 5 er til S-Bahn, mens spor 6 til 8 og 11 til 14 er til fjern- og regionaltog. Spor 9, 10 og 15 er kun til gennemkørende tog. På spor 16 og 17 foregår på- og aflæsning af biltogene.
I stationscentret ligger bl.a. en kiosk, en restaurant og fastfoodbarer.